# ویلیام هوگارت
ولیام هوگارت (۱۰ نوامبر ۱۶۹۷ – ۲۶ اکتبر ۱۷۶۴) گراورساز، نقاش، طنز نویس تصویری، منتقد اجتماعی و طراح  کارتون دنباله‌دار انگلیسی‌تبار بود که به عنوان پیشرو در طراحی کمیک استریپ مشهور می‌باشد. کارهایش اثرهای هنر رئالیسم بصری تا کمیک استریپ را شامل می‌شود که این مجموعه به صورت مجموعه عکس‌هایی از موضوعات اخلاقی مدرن می‌باشد.
کارهایش مفاهیم زیادی را پوشش می‌دهد به همین دلیل اثرهایی که هزلیات سیاسی تصویری را ترسیم می‌کنند، هوگارتین می‌نامند.

## آثار
چهار بار در روز نام اثری است از ویلیام هوگارت از سری نقاشی‌های او که در سال ۱۷۳۸ پس از باز تولید منتشر شده‌است. آن‌ها توصیفاتی طنزآمیز از زندگی در خیابان‌های لندن،  مد، و تعاملات بین غنی و فقیر در پایتخت را نشان می‌دهند. بر خلاف بسیاری از مجموعه‌های دیگر هوگارت از جمله، پیشرفت فاحشه، صنعت و بطالت، چهار مرحله از ظلم، این اثر تصویر کشیدن داستان یک فرد نیست، اما به جای آن بر جامعه شهری متمرکز است. هوگارت در نظر داشته آموزشی به صورت طنزآمیز دربارهٔ اینکه غنی یا فقیر شایسته همدردی ما هستند. در حالی که طبقات بالا و متوسط تمایل به ارائه تمرکز برای هر صحنه کمتر از مقایسه‌های اخلاقی دیده می‌شود که در برخی دیگر از آثار او وجود دارد.
این چهار عکس به تصویر کشیدن صحنه‌هایی از زندگی روزمره در مکان‌های مختلف در لندن به عنوان روز پیشرفت می‌کند، می‌پردازد.
صبح دختر ترشیده را نشان می‌دهد که با احتیاط از جلوی عیاشان شب راه خود را به کلیسا در Covent باغ طی می‌کند.
ظهر را نشان می‌دهد دو فرهنگ در طرف مقابل در خیابان جایلز را نشان می‌دهد. غروب خانواده بایر را نشان می‌دهد که گرم و ناراحت از سفر به سدلرز ولز بازگشته‌اند و شب یک خانه وخروج متناوب فراماسونها مست از یک جشن شبانه را نشان می‌دهد.

## نگارخانه

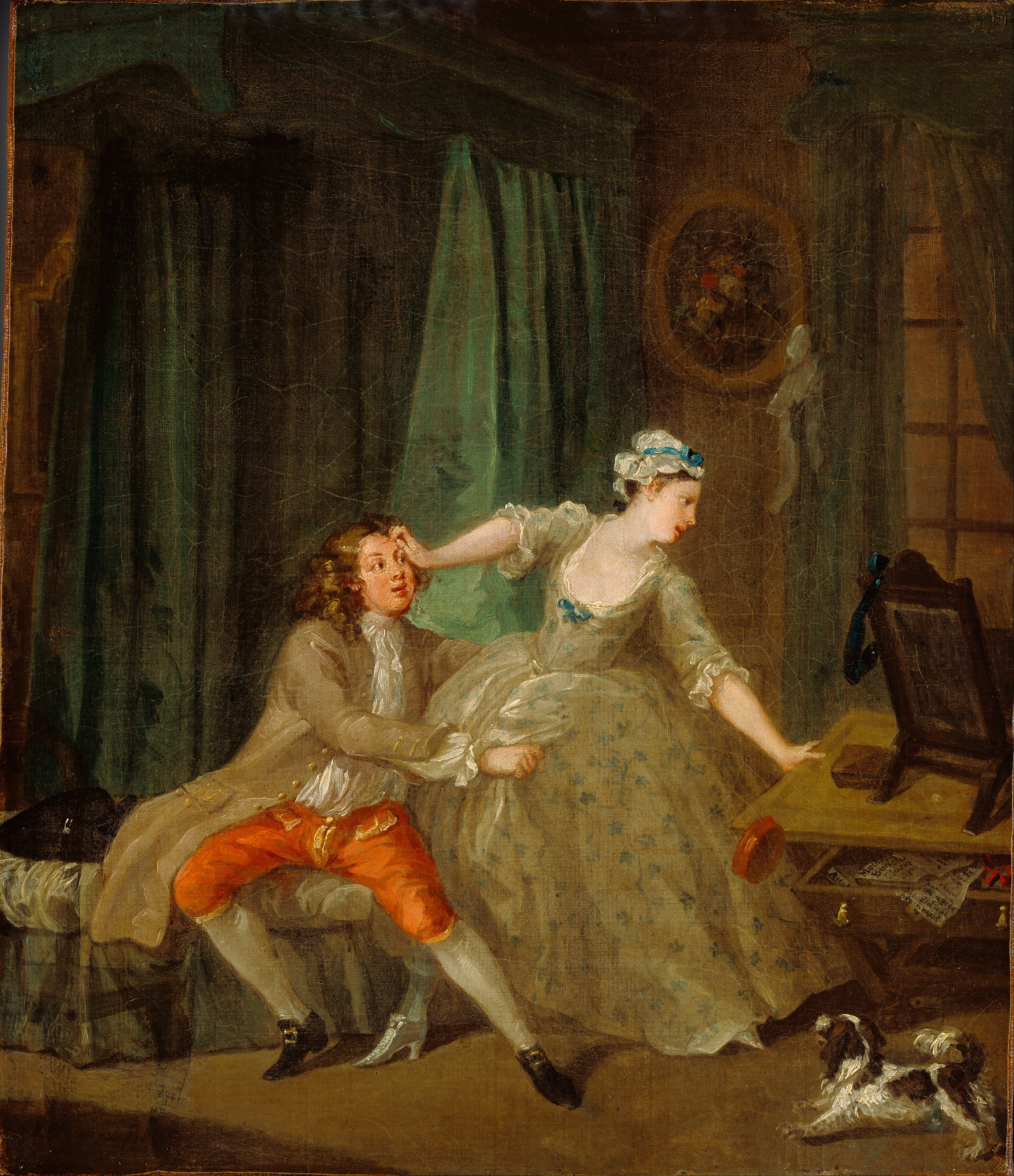
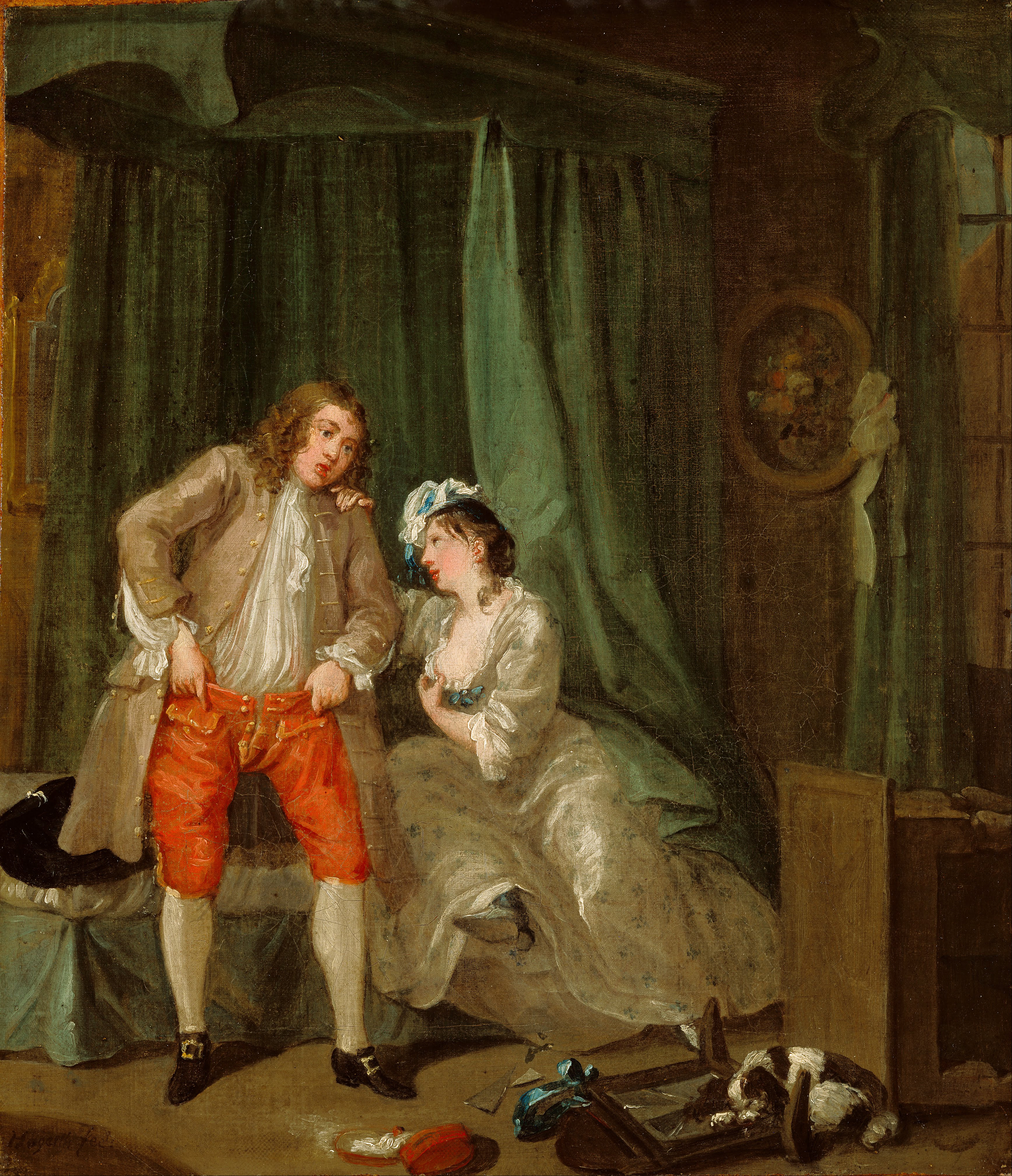
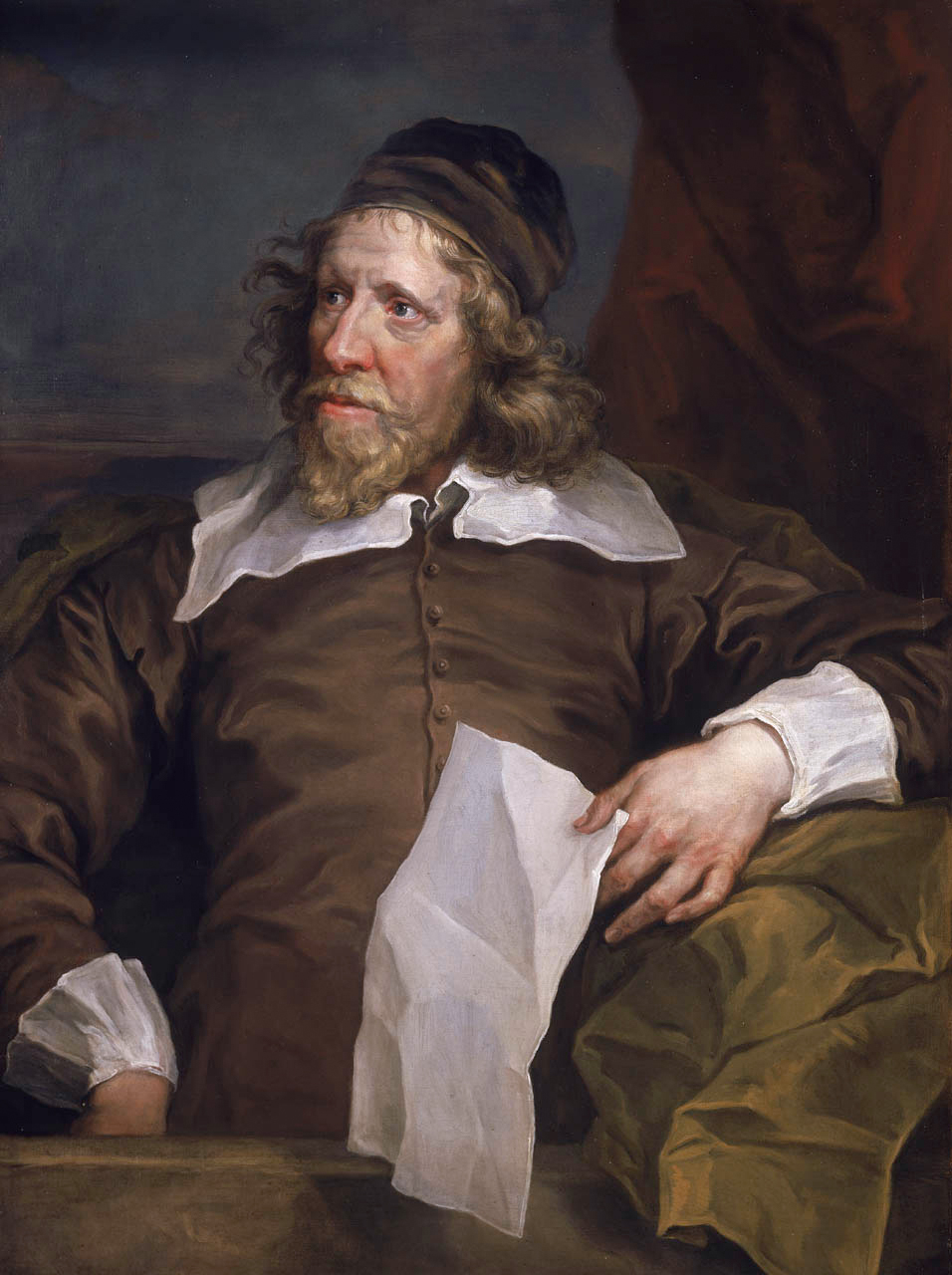
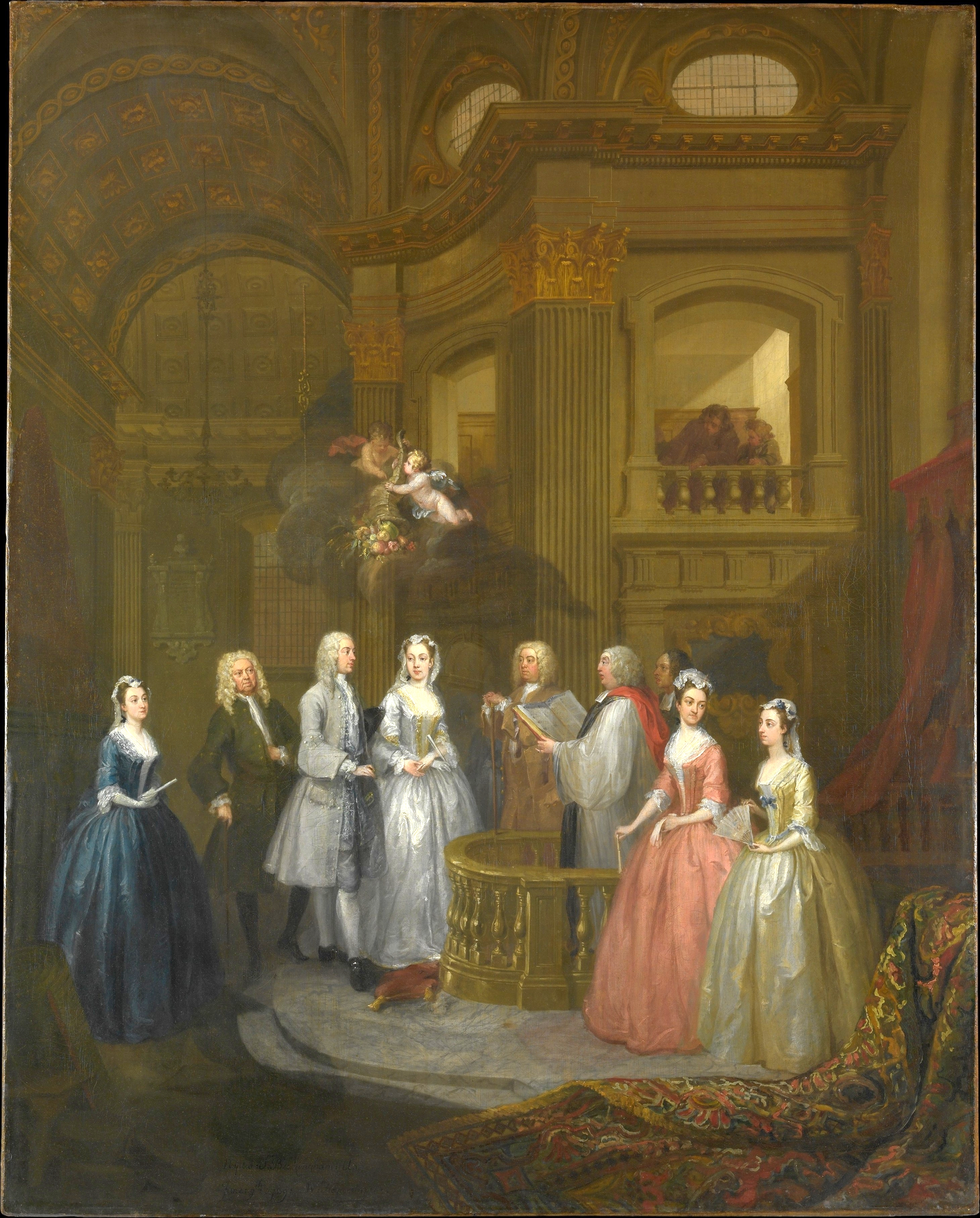
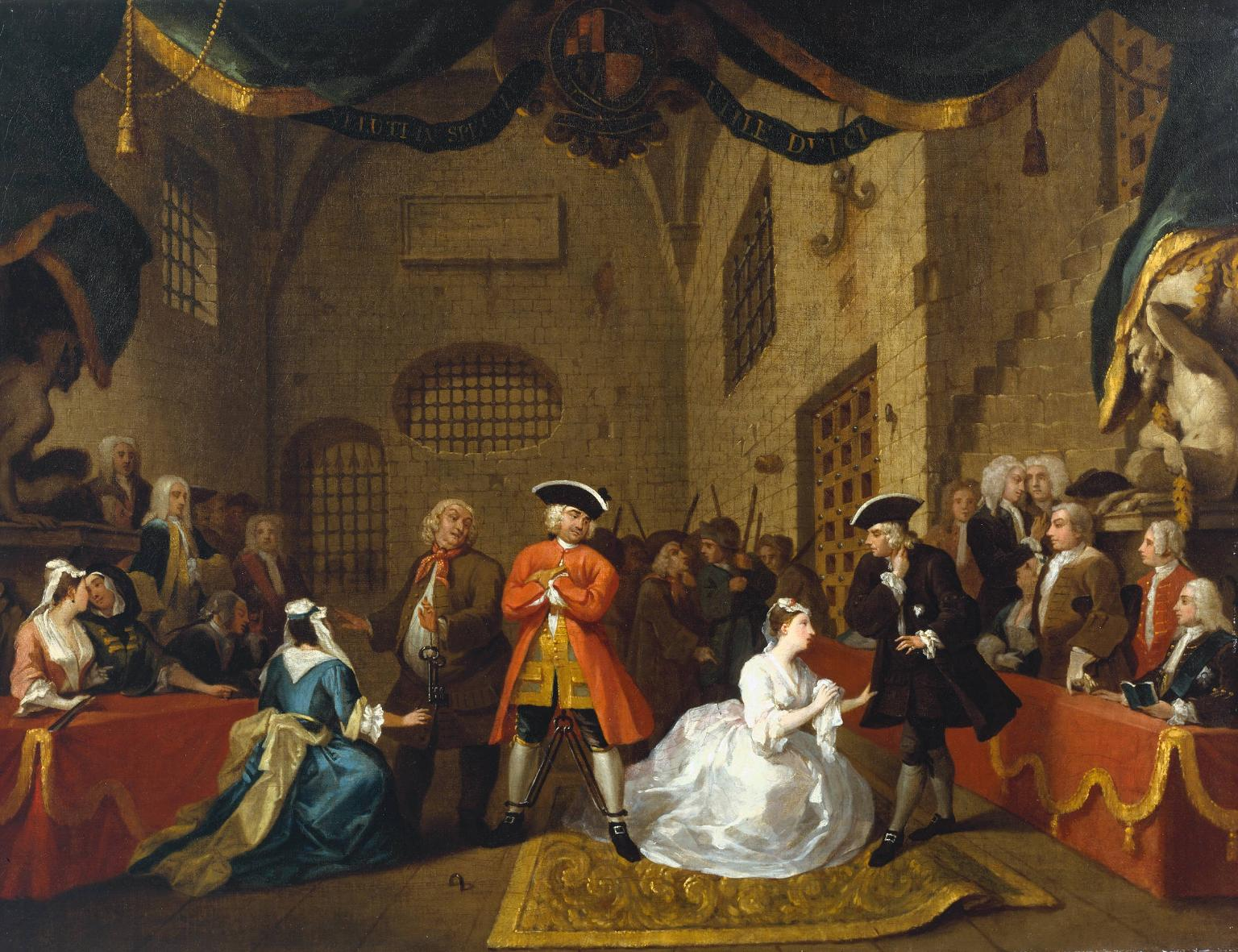
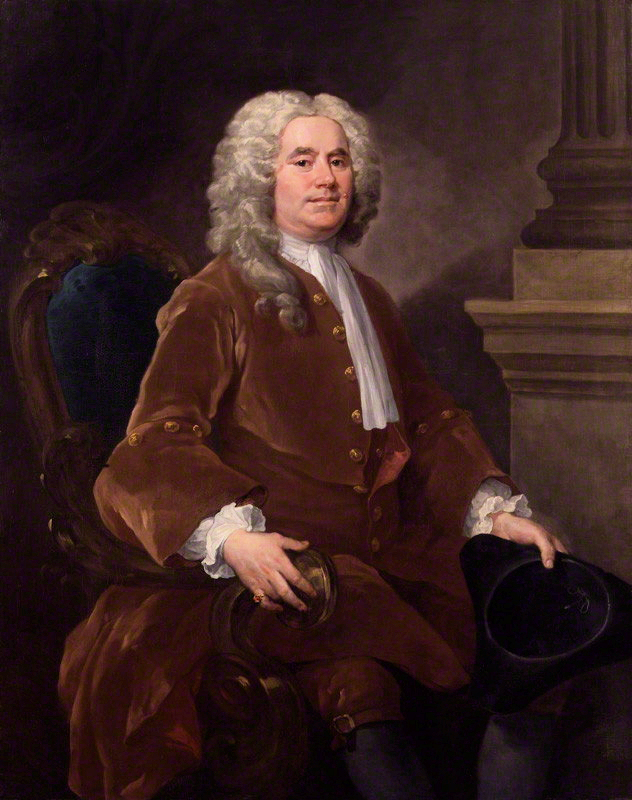
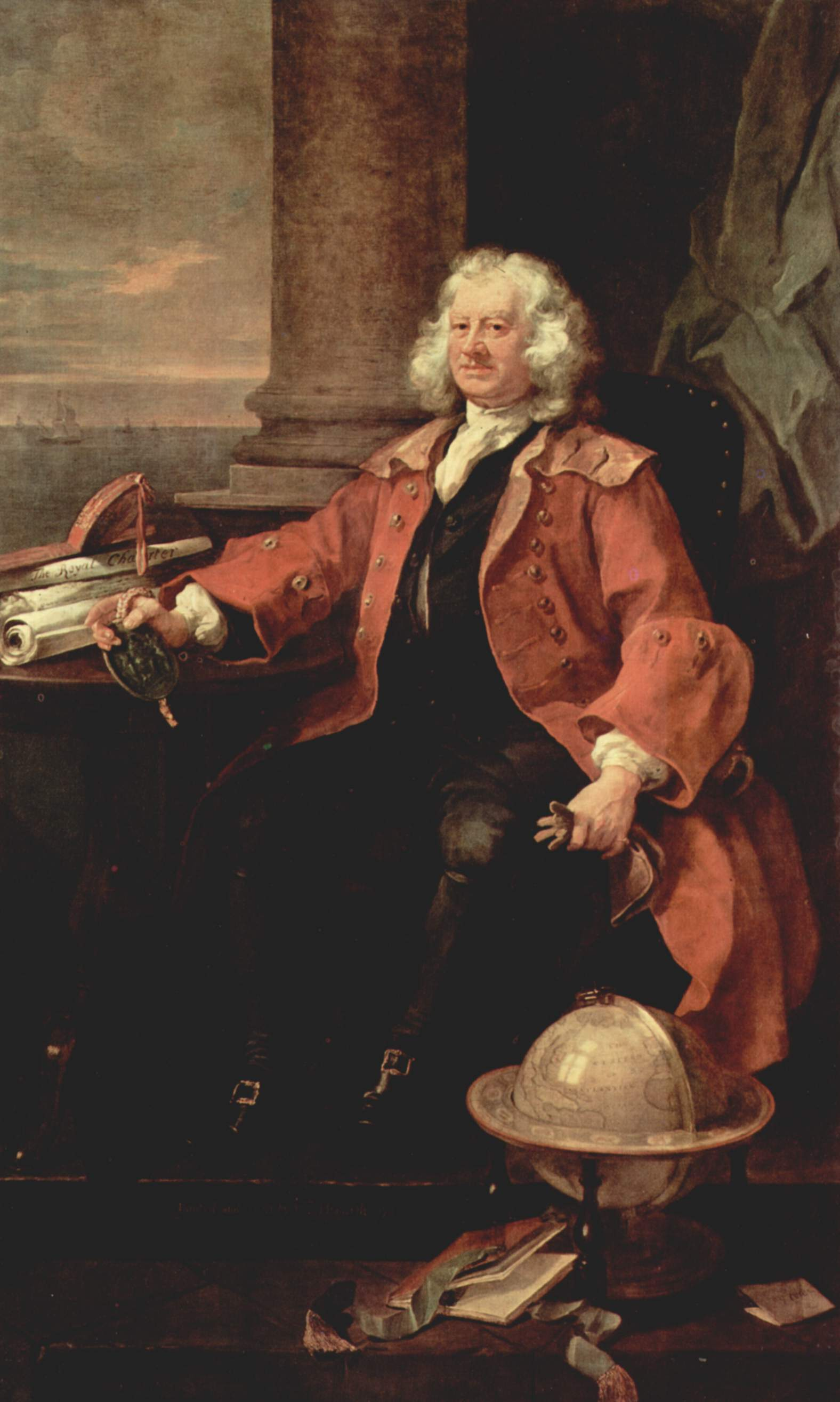
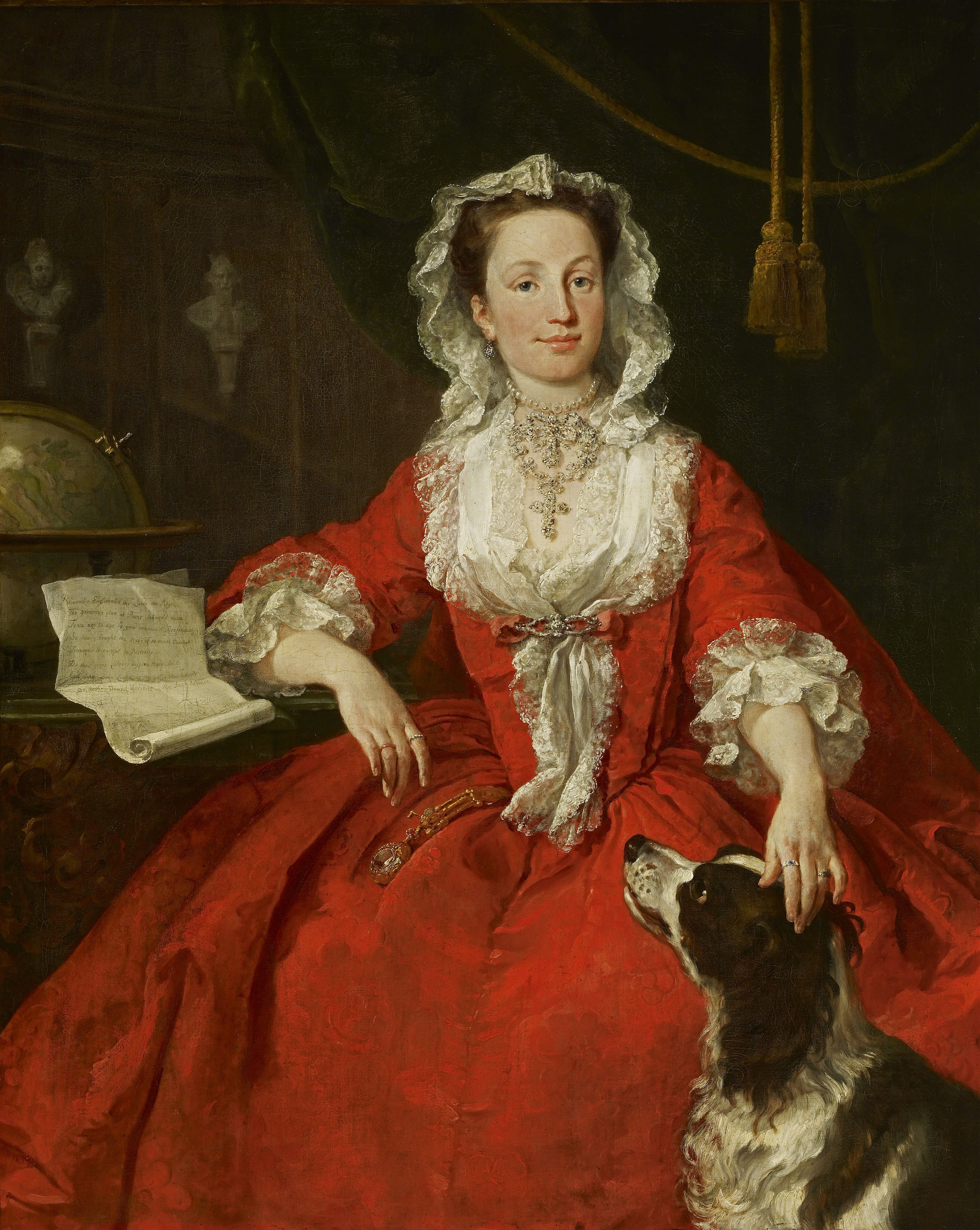
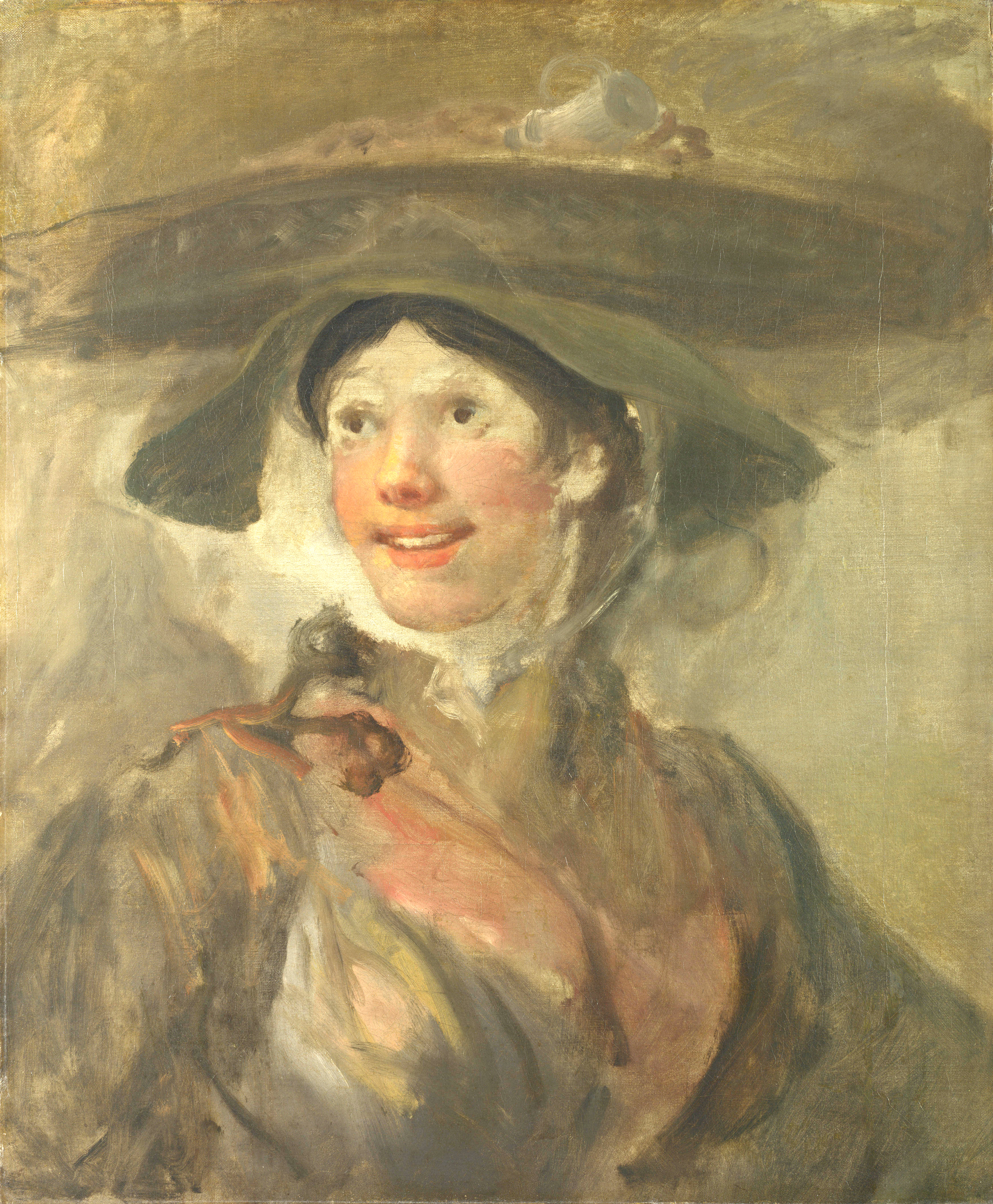
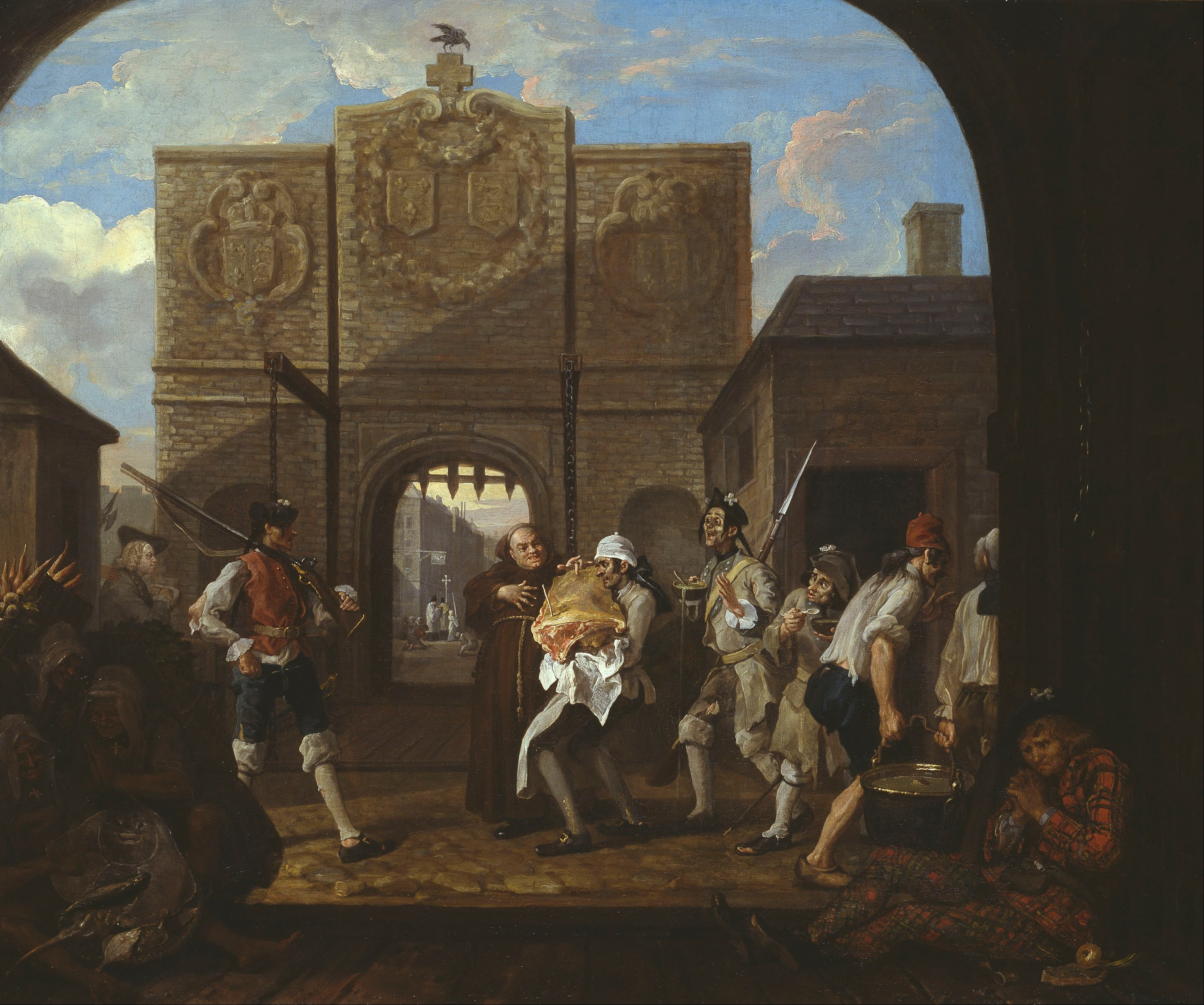
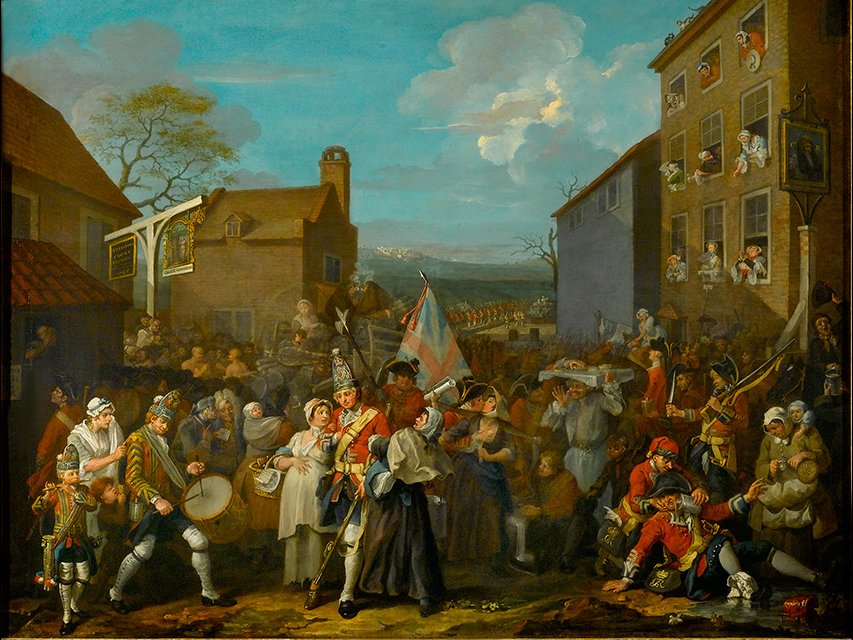
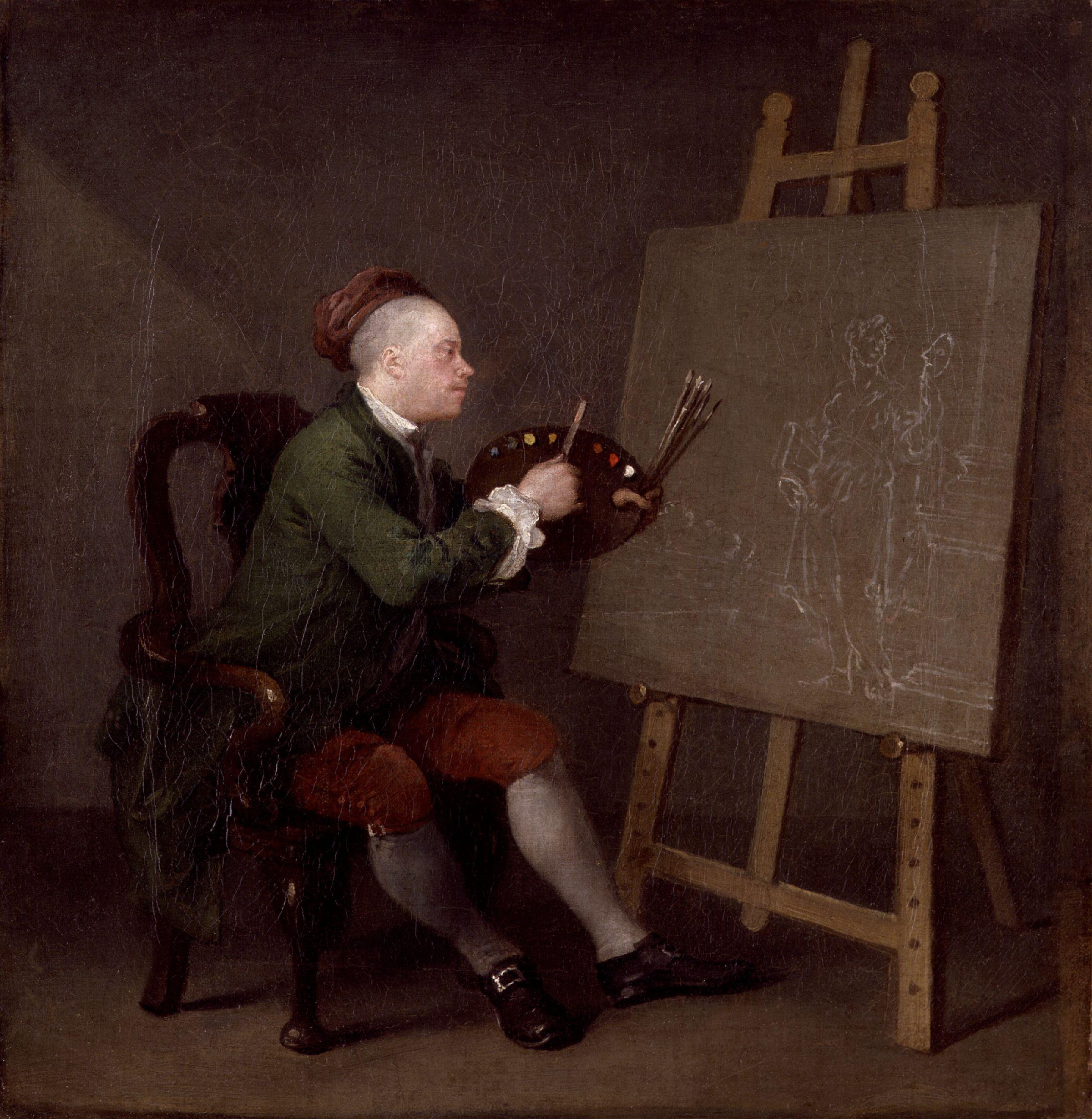
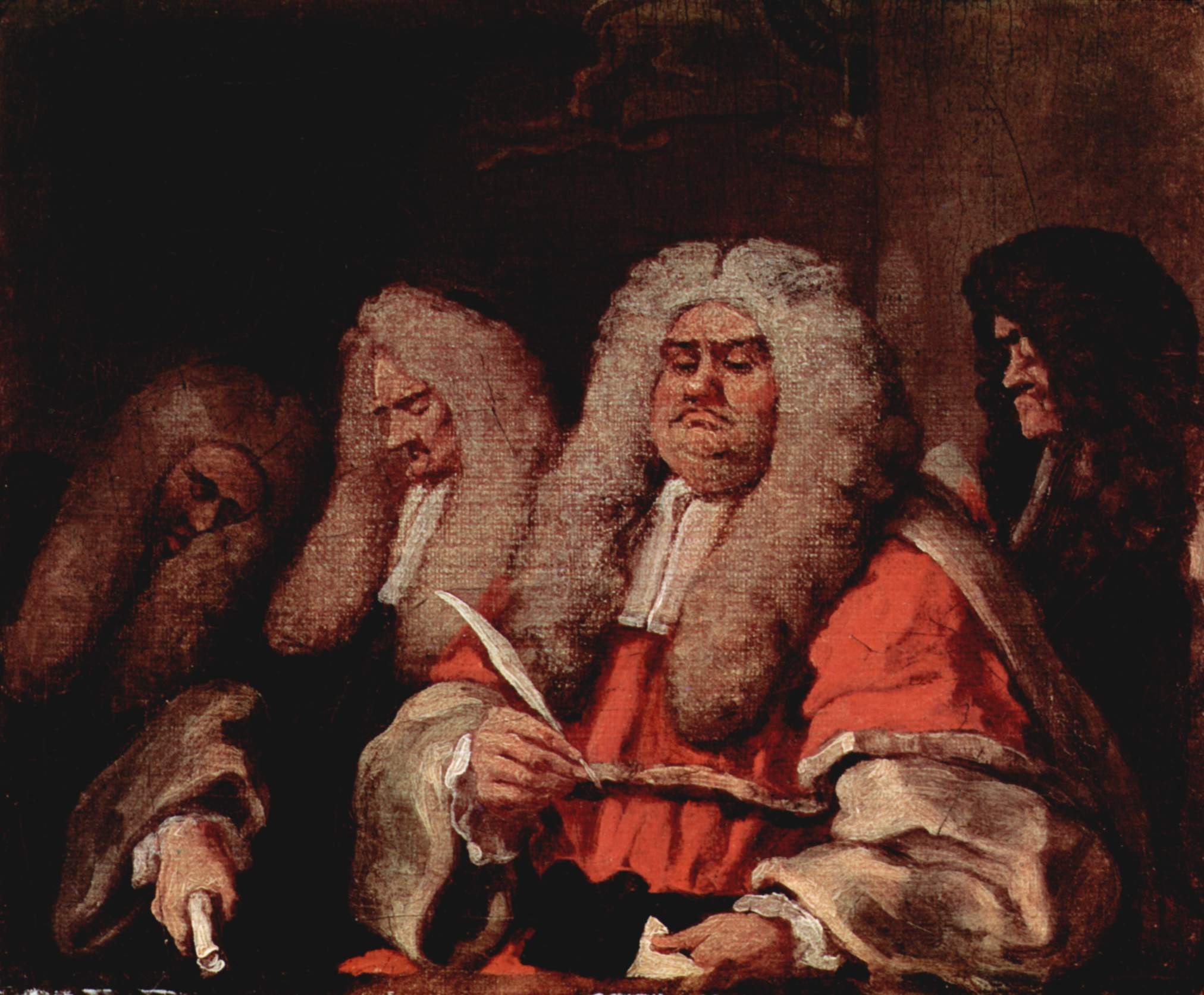
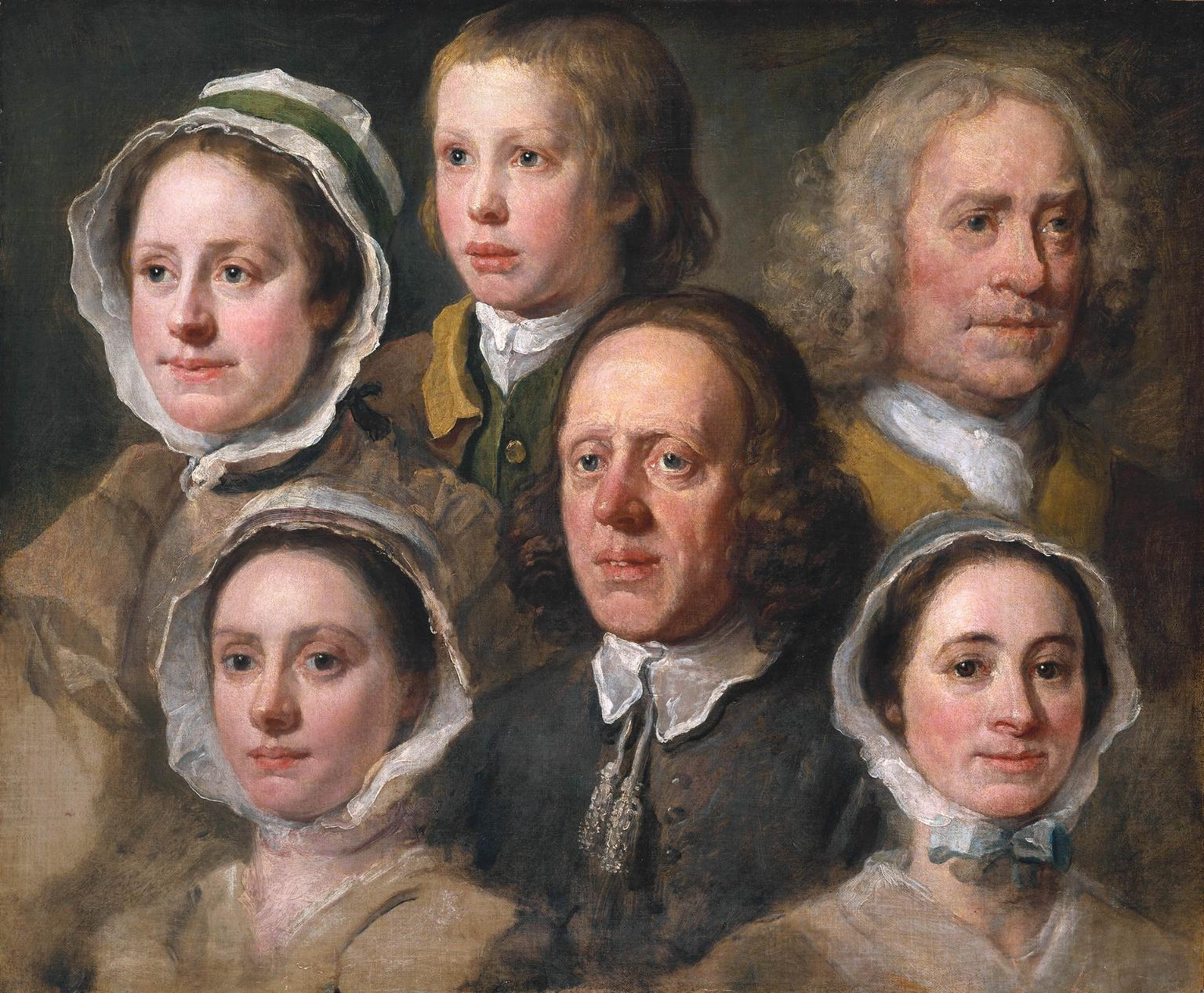
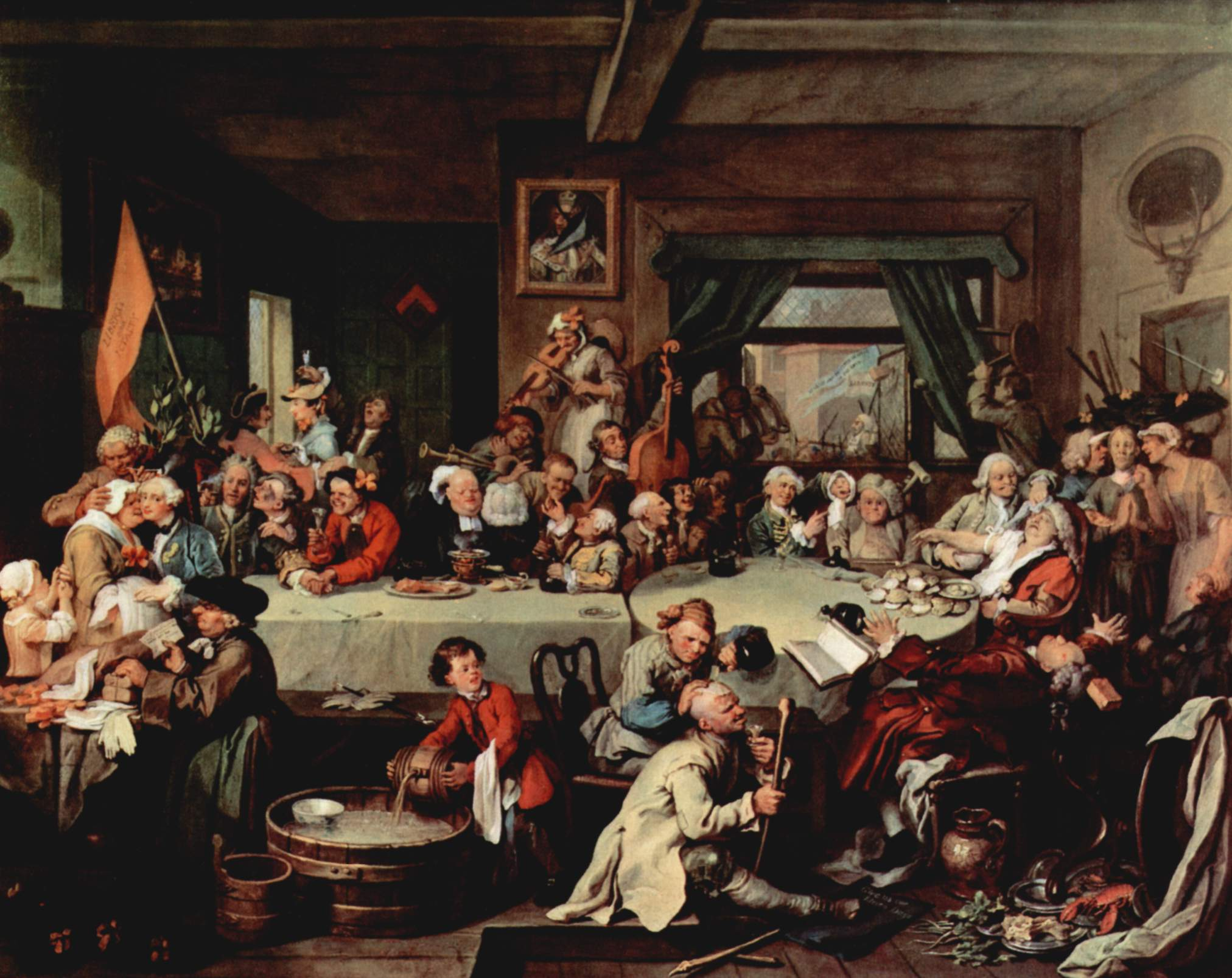
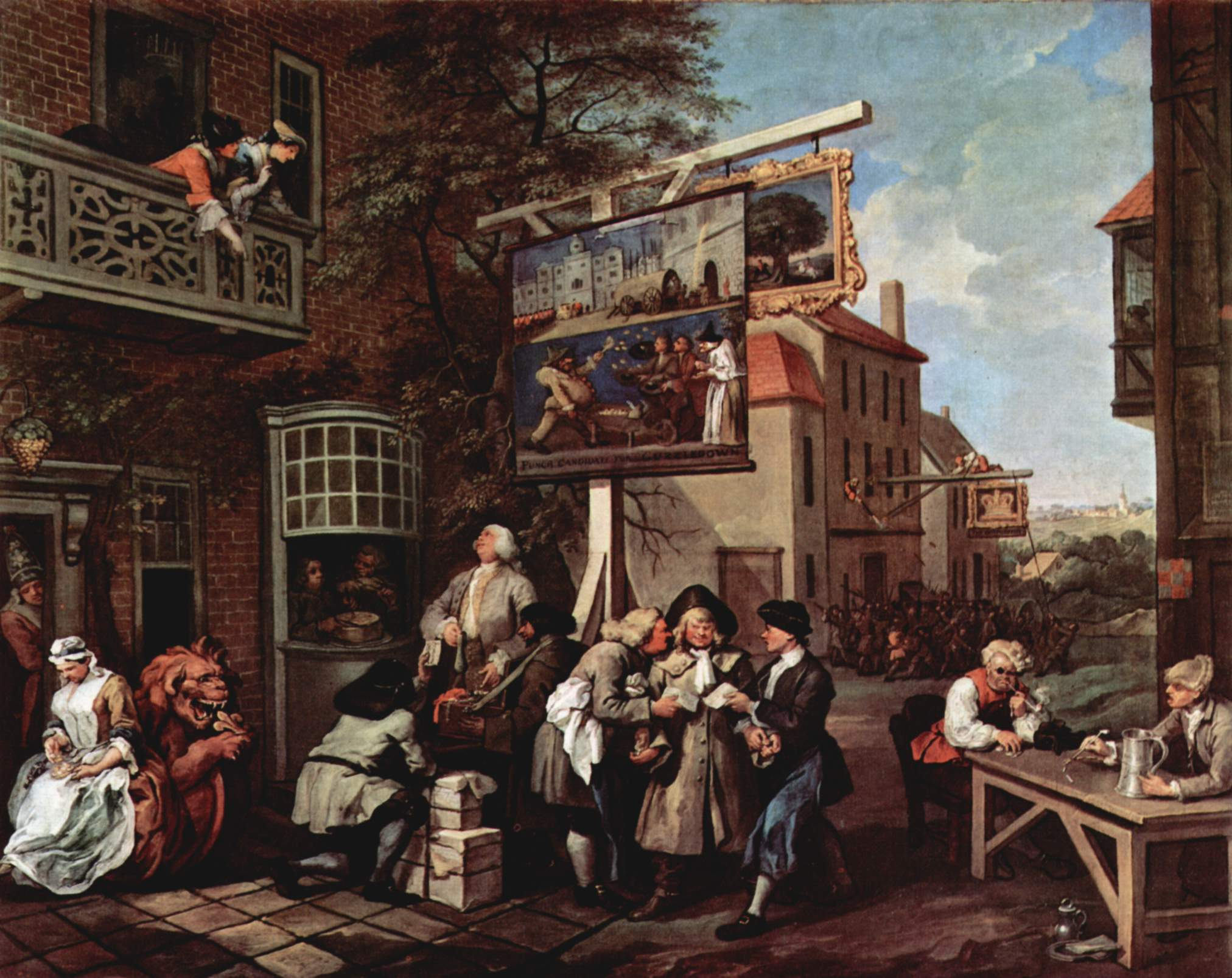
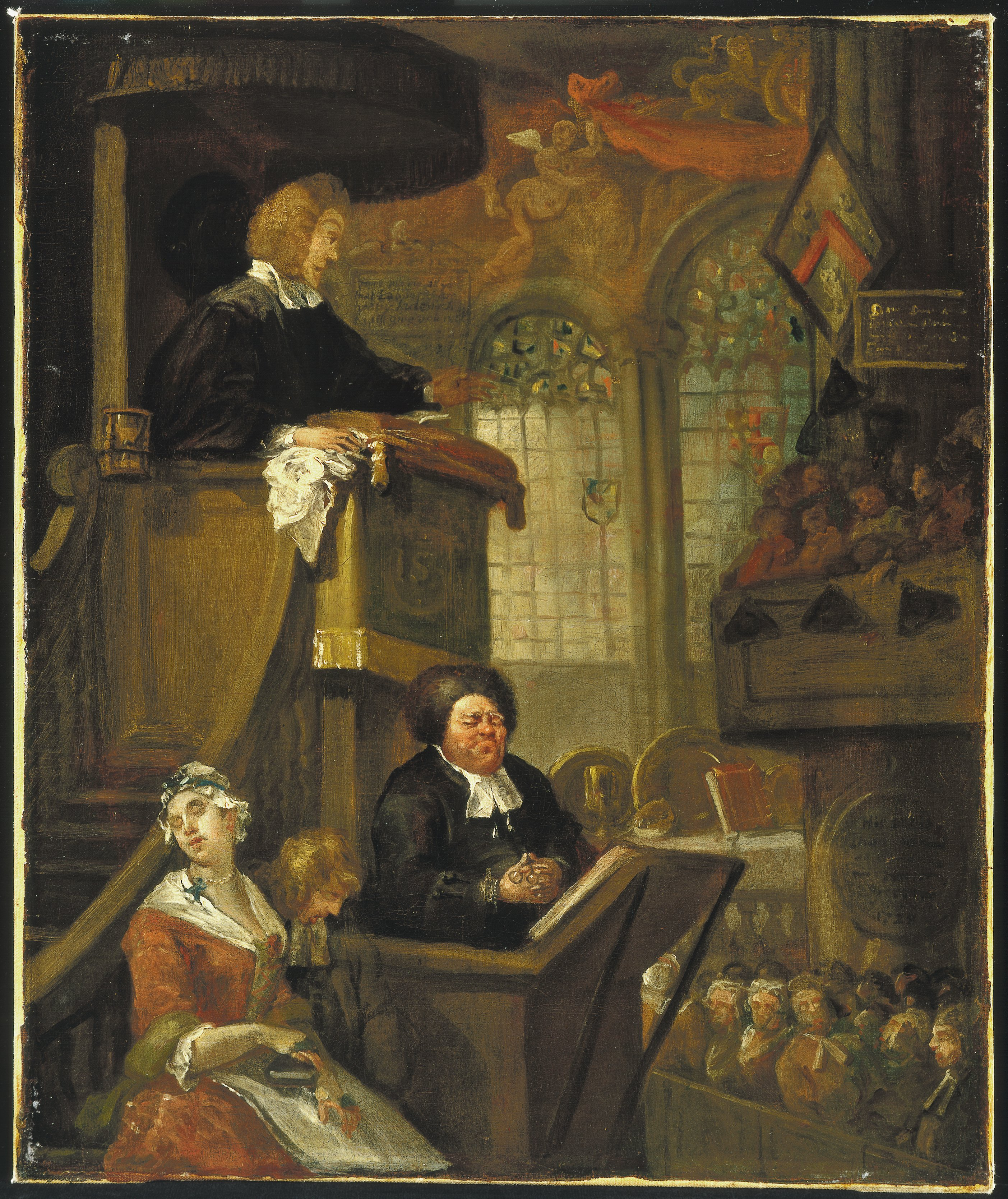